# Гаррах, Фердинанд фон
Фердинанд фон Гаррах (27 февраля 1832[…], Rozkochów — 14 февраля 1915[…], Берлин) — немецкий живописец исторического жанра.
Родился в 1832 г., его крёстной было тётка, Августа фон Гаррах. Хотел стать ученым, но, пристрастившись к живописи, занялся ею под руководством Калькрейта, Рамберга и Паувельса и сделался замечательным колористом. В его картинах ландшафт и фигуры обыкновенно играют одинаково важную роль. К числу произведений, относящихся к первому периоду его деятельности, принадлежат: «Генрих Птицелов», «Император Максимилиан на Мартинвальде», «Семейство рыбака», «Христос, выведенный Пилатом к народу», «Пленение Лютера в Тюрингенском лесу» (в Бреславском музее) и др.
После Франко-прусской войны, в которой граф Гаррах участвовал, наступил второй период его деятельности: он стал изображать эпизоды этой войны, напр. «Обстреливание монмартрских позиций», «В виноградниках Вёрта», «Письмо Наполеона к королю Вильгельму после Седана», «Мольтке перед Парижем» и т. д.
За этим периодом последовал третий, в котором художник брал для своих картин романтические и библейские сюжеты. В это время написаны им: «Смерть морского царя», «Жертвоприношение Авраама», «Ангелы возвещают пастухам о Рождестве Спасителя», «Свалившийся с горной вышины» (в Берлинской национальной галерее), «Возвращение в Иерусалим» и многие другие.
Гаррах жил в Берлине и был членом тамошней Академии художеств.